# 齿阿米素
齿阿米素是一种有机化合物，分子式C13H10O4，属于呋喃色原酮衍生物，存在于一些中东传统医学草药中。